# Canirallus
Canirallus Bonaparte, 1856 è un genere di uccelli della famiglia Sarothruridae.

## Tassonomia
Comprende tre specie:
- Canirallus oculeus (Hartlaub, 1855) - rallo golagrigia;
- Canirallus kioloides (Pucheran, 1845) - rallo del Madagascar;
- Canirallus beankaensis (Goodman, Raherilalao e Block, 2011) - rallo degli tsingy.

Alcuni studiosi pongono in Canirallus unicamente il rallo golagrigia, e classificano le altre due specie in un genere a parte, Mentocrex.
Tutte e tre le specie popolano le foreste pluviali, ma mentre C. oculeus vive nell'Africa occidentale e centrale, le altre due specie sono endemiche del Madagascar.